# Makeover (Glee)
Makeover is de derde aflevering van het vierde seizoen van de Amerikaanse televisieserie Glee, de 69e aflevering van alle vier seizoenen. In de Verenigde Staten werd de aflevering voor het eerst uitgezonden op 27 september 2012. De aflevering werd geschreven door Ian Brennan en geregisseerd door Eric Stoltz.

## Verhaallijn
Kurt Hummel (Chris Colfer) krijgt een stage in New York bij Vogue.com, waar hij werkt voor Isabelle Klempt (Sarah Jessica Parker). Samen met Isabelle geeft hij Rachel Berry (Lea Michele) een make-over, om haar dansdocente te imponeren. Op het McKinley High concurreert Blaine Anderson (Darren Criss) tegen Brittany Pierce (Heather Morris) voor het schoolpresidentschap. Na lange tijd bezoekt Finn Hudson (Cory Monteith) Rachel in New York. 

## Muziek
| Nummer                                                | Originele arties   | Uitvoerend(e) castlid/castleden               |
| ----------------------------------------------------- | ------------------ | --------------------------------------------- |
| Everybody Wants to Rule the World                     | Tears For Fears    | Blaine Anderson                               |
| Celebrity Skin                                        | Hole               | Brittany Pierce en Sam Evans                  |
| The Way You Look Tonight / You're Never Fully Dressed | Swing Time / Annie | Rachel Berry, Kurt Hummel, en Isabelle Wright |
| A Change Would Do You Good                            | Sheryl Crow        | Rachel Berry en Brody Weston                  |